# Anna Chrobok
Anna Chrobok – polska profesor nauk technicznych, specjalistka technologii chemicznej, prorektor Politechniki Śląskiej ds. studenckich i kształcenia.

## Życiorys
Anna Chrobok ukończyła studia w zakresie technologii chemicznej na Politechnice Śląskiej (1996). Tamże w 2001 doktoryzowała się na podstawie dysertacji Badania nad syntezą nadtlenoestrów organicznych w warunkach katalizy przeniesienia międzyfazowego (promotor – Stefan Baj) oraz w 2011 habilitowała, przedstawiając dzieło Zastosowanie cieczy jonowych jako alternatywnych rozpuszczalników w wybranych procesach utleniania. W 2018 otrzymała tytuł profesora nauk technicznych.
W skład jej zainteresowań naukowych wchodzą: lekka synteza organiczna, procesy utleniania alkoholi i ketonów do laktonów, wykorzystanie cieczy jonowych w syntezie organicznej, synteza asymetryczna, kataliza enzymatyczna, chromatografia cieczowa.
Od 1996 związana zawodowo z macierzystą uczelnią. Początkowo jako doktorantka, od 2001 – asystentka, od 2003 – adiunktka, od 2012 – profesor PŚ. W 2012 została kierowniczką Katedry Technologii Chemicznej Organicznej i Petrochemii. Prodziekan Wydziału Chemicznego ds. nauki i współpracy z zagranicą (2016–2020). Prorektor ds. studenckich i kształcenia w kadencji 2024–2028.
Odbyła staże naukowe w Instytucie Chemii Organicznej Uniwersytetu Wiedeńskiego (2002–2003) oraz w firmie EKOMAX Sp. z o.o. (2013). Współpracowała z firmami Merck, Perstorp, Milliken, ColepCCL Polska (2004–2009), Instytutem Chemicznej Przeróbki Węgla (2010–2013) oraz firmą Fluor (2013).
Członkini Rady Głównej Nauki i Szkolnictwa Wyższego.
Wśród wypromowanych przez nią doktorów znaleźli się: Karolina Matuszek (2017) i Przemysław Zawadzki (2017).